# Brachyphallus amuriensis
Brachyphallus amuriensis är en plattmaskart. Brachyphallus amuriensis ingår i släktet Brachyphallus och familjen Hemiuridae. Inga underarter finns listade i Catalogue of Life.